# Доіллінойський етап
Доіллінойський етап використовується геологами четвертинного періоду для раннього та середнього плейстоценового льодовикового та міжльодовикового періодів геологічного часу в Північній Америці від ~2,5–0,2 млн років тому (мільйони років тому).

## Загальний опис Північна Америка.
Будучи найдавнішим етапом північноамериканського регіонального підрозділу четвертинного періоду, доіллінойський період передує іллінойському етапу. Дослідники ідентифікували 11 різних льодовикових етапів під час доіллінойського періоду.
Плейстоцен до іллінойського етапу раніше підрозділявся на небраський, афтонський, кансанський і ярмутський етапи (віки). Однак детальні дослідження цих етапів показали, що припущення та критерії, на основі яких вони були визначені, виявилися хибними до такої міри, що ці етапи втратили сенс з точки зору фактичного льодовиково-міжльодовикового літопису.
.
Наприклад, замість двох зледенінь, які сталися до Іллінойського періоду, дослідники виявили, що відбулося 11 різних зледенінь. Крім того, те, що вважалося єдиним шаром вулканічного попелу, який використовувався для кореляції та диференціації між Кансанськими та Небрасканськими льодовиковими відкладеннями, виявилося трьома шарами вулканічного попелу дуже різного віку. Подібним чином виявлено, що палеоґрунти, використані у визначенні етапів, сильно не співвідносяться, оскільки вони складалися з палеоґрунтів дуже різного віку. Через ці та інші серйозні проблеми концепції, на основі яких визначаються небраський, афтонський, кансанський і ярмутський (ярмутський) етапи, були дискредитовані. Північноамериканські геологи відкинули ці етапи як непридатні для використання та об'єднали їх у доіллінойський етап..

## Велика Британія
Доіллінойський етап збігається з брамертонським, допастонським, пастонським, бістонським, кромерським, англським, гокснським і більш низьким волстонськими етапами Британських островів, разом узятих. Кінець доіллінойської стадії співвідноситься з кінцем морської ізотопної стадії 9 на 300 000 п.н.. Більш пізнє геологічне картографування, відбір кернів і оптично стимульована люмінесценція (OSL) датування іллінойських льодовикових тиллів (формація Гласфорд) і змиву (формація Перл) іллінойської льодовикової частки в північно-центральному Іллінойсі демонструє, що початок іллінойської стадії та кінець доіллінойський етап корелює з початком морського ізотопного етапу 6 у 191 000 п.н.

## Інтернет-ресурси
- Aber, J.S., 2006, Regional Glaciation of Kansas and Nebraska [Архівовано 2008-07-04 у Wayback Machine.],  Emporia State University, Emporia, Kansas.
- anonymous, 1997, Glacial Map of North-Central United States,  Work Group on Geospatial Analysis of Glaciated Environments (GAGE), INQUA Commission on Glaciation, Emporia State University, Emporia, Kansas.
- anonymous, 2000, Pre-Wisconsin Glaciation of Central North America, Work Group on Geospatial Analysis of Glaciated Environments (GAGE), INQUA Commission on Glaciation, Emporia State University, Emporia, Kansas.
- anonymous, 2007, Global correlation tables for the Quaternary, Subcommission on Quaternary Stratigraphy, Department of Geography, University of Cambridge, Cambridge, England
- Hallberg, G.R., ed., 1980a, Pleistocene stratigraphy in east-central Iowa, PDF version 15.6 MB. Technical information Series. no. 10. Iowa Geological Survey Bureau, Ames, IA.
- Hallberg, G. R., ed., 1980b, Illinoian and Pre-Illinoian stratigraphy of southeast Iowa and adjacent Illinois, PDF version 19.3 MB. Technical information Series. no. 11. Iowa Geological Survey Bureau, Ames, IA.
- Hallberg, G. R., T. E. Fenton, T. J. Kemmis, and G. A.  Miller, 1980, Yarmouth Revisited: Midwest Friends of  the Pleistocene 27th Field Conference., PDF version 4.6 MB. Guidebook no. 3.  Iowa Geological Survey Bureau, Ames, IA.